# Robert Soloway

No Spam logo

Robert Alan Soloway (1940) is de oprichter van het zogenaamde "Strategic Partnership Against Microsoft Illegal Spam," (Strategisch Samenwerkingsverband tegen illegale spam van Microsoft) of SPAMIS, maar hij zou een van de grootste spammers op het internet zijn via zijn bedrijf: Newport Internet Marketing of NIM.
Op 30 mei 2007 werd hij aangehouden nadat een jury hem schuldig verklaarde aan identiteitsdiefstal, witwaspraktijken en post- en e-mail-fraude. De openbare aanklager gaf hem tijdens de rechtszaak de bijnaam Spamkoning.

## Spamactiviteiten
Soloway maakte gebruik van zombiecomputers en/of spoofing om miljoenen e-mailberichten te versturen vanaf medio 2003. Door het vervalsen van de kopteksten leken de berichten verstuurd te zijn vanaf MSN of Hotmail-adressen. Microsoft besloot hem om die reden een proces aan te doen en hij werd veroordeeld tot het betalen van $ 7 miljoen in december 2003. Ook een proces, aangespannen door een klein bedrijf, resulteerde in een veroordeling tot het betalen van $ 10 miljoen schadevergoeding.
Ondanks deze veroordelingen stopte Soloway niet met zijn spamactiviteiten. Zijn bedrijf verstuurde tussen juni 2004 en mei 2005 grote hoeveelheden spam, onder andere door gebruik te maken van open proxy-servers. Deze berichten werden verstuurd namens een aantal .biz-websites. Er werden grote hoeveelheden legale opt-in-e-mailadressen aangeboden.
Soloway probeerde zich op diverse manieren te verdedigen: hij verklaarde alle MSN- en Hotmail-adressen uit zijn bestanden te hebben gehaald, dat niet hij maar zijn -voormalige- onderaannemers en/of collega bedrijven de illegale activiteiten uitvoerden. Dit ontsloeg hem overigens niet van verantwoordelijkheid volgens de Amerikaanse staats- en federale wetten.
Ook probeerde hij de federale CAN-SPAM Act of 2003 te omzeilen door de lijsten met adressen gratis - dus niet commercieel - aan te bieden. Via een voetnoot in de betreffende berichten waren de diensten echter alleen gratis voor non-profit-organisaties die zich inzetten tegen kindermisbruik. Dit ontsloeg Soloway niet van verantwoordelijkheid..

## Juridische problemen

### 2005
In 2005 werd Soloway veroordeeld tot het betalen van $ 7,8 miljoen schadevergoeding aan Microsoft wegens misbruik van Hotmail- en MSN-adressen. Deze schadevergoeding is nooit betaald en het lukte niet Soloways banktegoeden te traceren.
Later dat jaar klaagde een in Oklahoma gevestigde internetprovider Soloway aan. Dit resulteerde in een veroordeling om ruim $ 10 miljoen schadevergoeding te betalen en de rechter gelastte Soloway zich in de toekomst te onthouden van dit soort activiteiten.
Geen van deze uitspraken leidden tot het gewenste resultaat en Soloway bleef actief spammen en maakte de rechtszaken belachelijk in een e-mail aan Spamhaus.

### Arrestatie in 2007
Op 30 mei 2007 werd Soloway aangehouden nadat hij was beschuldigd wegens 35 aanklachten van fraude, e-mail-fraude, identiteitsfraude en witwaspraktijken. Indien veroordeeld voor alle aanklachten zou Soloway voor tientallen jaren de cel in kunnen gaan. De aanklagers wilden ook de $ 773.000 winst die zijn bedrijf zou hebben opgeleverd, verbeurd laten verklaren.

### Bekentenis
Twee weken voor de aanvang van de inhoudelijke behandeling verklaarde Soloway zich schuldig aan drie van de circa 40 aanklachten. Als onderdeel van een overeenkomst met de aanklagers seponeerden zij alle andere aanklachten. Soloway kon voor het ernstigste feit dat hij bekende maximaal 27 jaar gevangenisstraf krijgen en voor de minder zware vergrijpen maximaal $625.000 aan boetes.

### Veroordeling
Op 22 juli 2008 werd Soloway uiteindelijk veroordeeld tot 47 maanden gevangenisstraf in een federale gevangenis. De aanklager had 9 jaar geëist.